# Брайън Харт
Брайън Харт (на английски: Brian Hart) е бивш британски автомобилен състезател и инженер, бивш пилот от Формула 1. Познат най-вече като основател на компанията „Брайън Харт Лимитийд“, производител на двигатели за мото-спорт.

## Състезателна кариера
В началото на 1958 година, Харт се представя много добре като пилот в едноместни болиди. Състезава се във Формула Джуниър и Формула 3, след което преминава във Формула 2 с машина на Лотус. Участва в състезание извън шампионата на Формула 1, използвайки кола за Ф2 през сезон 1967, квалифицирайки се в старта за 1967 Голяма награда на Германия, на фамозната писта Нюрбургринг с „Протос-Косуърт“.
Прекратява състезателната си кариера през 1971 година.

## Конструктор
Нуждаеки се от финансови средства, през 1967 година Харт започва работа в авиационната компания „Хавилаънд“. Преминава обучение за конструктори на двигатели за самолети. Започва работа в известната компания за двигатели за спортни автомобили Косуърт, но напуска през 1969 за да създаде собствена компания, която да обслужва двигателите Форд Косуърт FVA. Скоро Браян Харт Лимитийд получанва поръчка от гиганта Форд, за разработка на нов двигател, подобно на своя бивш работодател Косуърт. Харт разработва и произвежда двигателя „Ford BDA“, който Форд използва в своите Рали автомобили през 70-те години.
Харт доработва двигателите Форд FVA и BDA които се състезават с успух във Формула 2. с този двигател Рони Петерсон печели Европейска титла с модела FVA през 1971 година, а Майк Хайлуд печели същата титла през 1972 година с модела BDA. Присъединяването на БМВ и Рено към Формула 2 и нежеланието на Форд да инвестира в нова разработка на Харт, кара харт да създаде свой собствен Ф2 двигател – 420R – използван за първи път от спортните автомобили на „Шеврон“ през 1976 година. Този двигател става носител на титлата при конструкторите във формула 2 през 1977 и 1978 година. Започва да доставя двигатели за тима на Толеман Ф2.

## Формула 1
През 1981 година, Толеман се включва в шампионата на Формула 1. Харт продължава да бъде доставчик за двигатели за тима и изработва модела 420R снабден с турбо. Сътрудничеството между „Харт“ и „Толеман“ продължава до закупуването на Толеман от Бенетон Формула 1. През 80-те години доставя двигатели за РАМ, Хаас Лола и Тирел и продължава да е доставчик до началото на 90-те години когато двигателите „Харт“ задвижват болидите на Ероуз и Джордан Гранд При.
През 1992 година, Брайън Харт Лимитийд разработва първият V10 двигател – модел „1035“ – и през ноември същата година сключва договор за доставка на Джордан Гранд при, за две години. В резултат на това сътрудничество, Рубенс Барикело завършва на 3-то място в състезанието за Голямата награда на Пасифика през 1994 година. Въпреки това Джордан избират за доставчик френската компания Пежо, а Харт захранва с двигатели скромният тим на Ероуз.